# Саут-Бівер Тауншип (округ Бівер, Пенсільванія)
Саут-Бівер Тауншип (англ. South Beaver Township) — селище (англ. township) в США, в окрузі Бівер штату Пенсільванія. Населення — 2680 осіб (2020).

## Демографія
Згідно з переписом 2010 року, у селищі мешкало 2717 осіб у 1075 домогосподарствах у складі 782 родин. Було 1155 помешкань
Расовий склад населення:
| - 97,9 % — білих - 0,9 % — чорних або афроамериканців - 0,2 % — корінних американців - 0,2 % — азіатів |

До двох чи більше рас належало 0,7 %. Частка іспаномовних становила 0,6 % від усіх жителів.
За віковим діапазоном населення розподілялося таким чином: 18,0 % — особи молодші 18 років, 58,6 % — особи у віці 18—64 років, 23,4 % — особи у віці 65 років та старші. Медіана віку мешканця становила 49,3 року. На 100 осіб жіночої статі у селищі припадало 93,8 чоловіків;  на 100 жінок у віці від 18 років та старших — 91,7 чоловіків також старших 18 років.
Середній дохід на одне домашнє господарство  становив 69 375 доларів США (медіана — 57 321), а середній дохід на одну сім'ю — 77 074 долари (медіана — 65 741). Медіана доходів становила 51 375 доларів для чоловіків та 38 516 доларів для жінок. За межею бідності перебувало 4,3 % осіб, у тому числі 0,0 % дітей у віці до 18 років та 2,9 % осіб у віці 65 років та старших.
Цивільне працевлаштоване населення становило 1275 осіб. Основні галузі зайнятості: освіта, охорона здоров'я та соціальна допомога — 23,8 %, роздрібна торгівля — 14,6 %, виробництво — 12,7 %, транспорт — 12,6 %.